# Pedro do Rio
Pedro do Rio é um distrito de Petrópolis.
Está localizado aproximadamente 27 km do centro histórico; Pedro do Rio é um dos maiores distritos de Petrópolis, abrangendo as localidades: Fagundes, Barra Mansa, Secretário, Retiro das Pedras, Alto Pegado, Vila Rica, Taquaril e Pedro do Rio. O distrito possui uma área de aproximadamente 18 km², e com uma população aproximada de 12 mil habitantes.
O clima predominante é o tropical. A hidrografia se resume nos rios Santo Antônio e Piabanha. Pedro do Rio possui algumas montanhas e vales, tendo a Serra das Cambotas em Secretário, e a Pedra do Taquaril, e também o Vale de Secretário.
A antiga estação ferroviária de Pedro do Rio é um ponto histórico de Petrópolis e uma das únicas estações férreas em bom estado de conservação, atualmente, a estação funciona como Centro de Cultura.

## Toponímia
A tradição afirma que o nome do lugar deve-se ao fato de que existiu um rancho nas proximidades do Rio Piabanha, no trecho da antiga estação ferroviária local, cujo dono chamava-se Pedro; já na região próxima do Alto Pegado, outro rancho existia e, por coincidência, o respectivo proprietário também se chamava Pedro. Assim, a distinção se fez naturalmente, havia o "Pedro do Alto" e o "Pedro do Rio". 

## Ligações externos
- Carnaval em Pedro do Rio